# Addio Mr. Harris
Addio Mr. Harris (The Browning Version) è un film del 1951 diretto da Anthony Asquith, adattamento cinematografico dell'opera teatrale del 1948 La versione Browning del drammaturgo britannico Terence Rattigan. Lo stesso Rattigan curò la sceneggiatura del film.
Presentato in concorso al 4º Festival di Cannes, ha vinto il premio per la migliore sceneggiatura e il premio per la migliore interpretazione maschile con Michael Redgrave.

## Trama
Andrew Crocker-Harris è un maturo professore di greco e latino in una public school inglese. Freddo, distante, è odiato dagli alunni (che lo chiamano alternativamente Himmler oppure "il gancio") e disprezzato dai suoi colleghi. Fallimentare è anche il rapporto con la moglie, che lo tradisce con un altro docente.
Costretto ad abbandonare l'insegnamento per motivi di salute, negli ultimi giorni di permanenza nella scuola prende coscienza del suo completo fallimento come uomo e come insegnante. L'inaspettato regalo di una versione dell'Agamennone di Eschilo, tradotto da Robert Browning, da parte di un alunno che aveva intuito il suo dramma, gli dà il coraggio di scusarsi davanti a tutti, in un toccante discorso d'addio, per non essere riuscito a svolgere il proprio compito, per non essere stato l'insegnante che avrebbe dovuto essere.

## Produzione
Il film fu prodotto dalla Javelin Films. Venne girato in Inghilterra, nel Dorset, alla Sherborne School e nel Buckinghamshire, ai Pinewood Studios, a Iver Heath.

## Distribuzione
Distribuito dalla General Film Distributors (GFD), il film uscì nelle sale cinematografiche britanniche nell'aprile 1951, presentato in prima a Londra il 13 marzo. Il 15 maggio fu distribuito anche in Svezia e, nel giugno 1951, partecipò al Festival internazionale del cinema di Berlino. Sempre nel 1951, uscì poi in Francia (19 giugno), fu presentato a New York (29 ottobre), in Danimarca (21 novembre), nella Germania Ovest (11 dicembre), in Belgio (14 dicembre), in Portogallo (30 dicembre).